# Platypelochares trifidus
Platypelochares trifidus är en skalbaggsart som beskrevs av Champion 1923. Platypelochares trifidus ingår i släktet Platypelochares och familjen lerstrandbaggar. Inga underarter finns listade i Catalogue of Life.